# Archer
Pour les articles homonymes, voir Archer (homonymie).

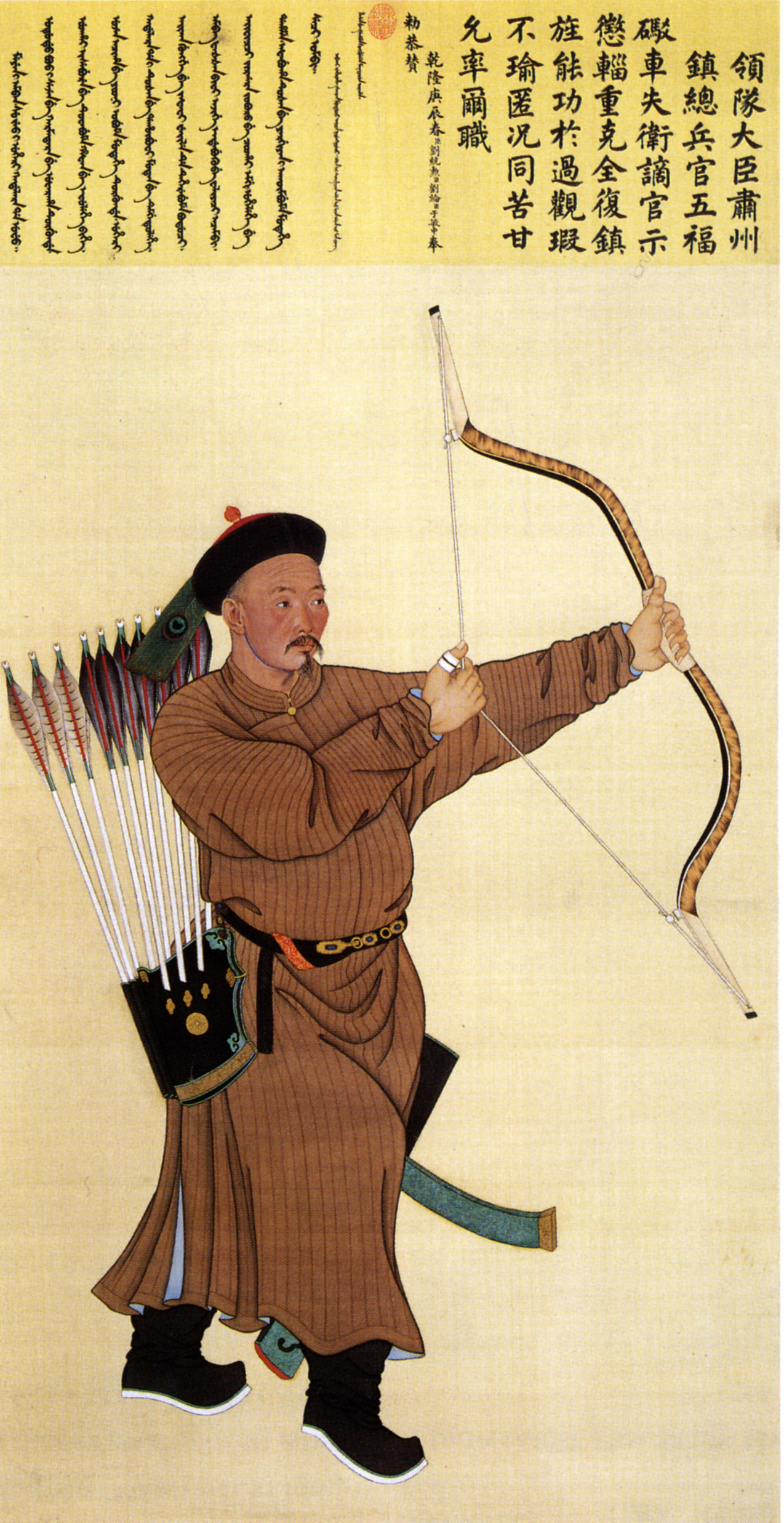
Wu Fu, général de la région de Gansu.

Un archer est une personne tirant à l'arc.

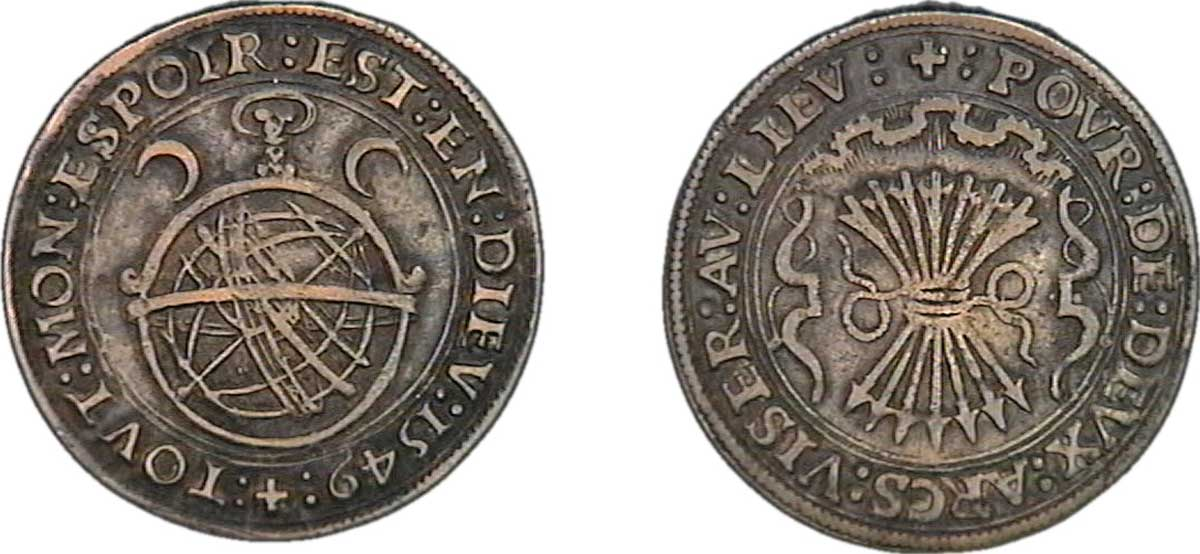
Corporation des archers

## Les archers dans l'Histoire

### Bataille d'Azincourt (1415)
Lors de la bataille d'Azincourt en 1415, les archers, à l'abri de positions fortifiées, harcèlent le corps de bataille français qui tente de répondre par un assaut frontal. Embourbée et désorganisée, l'armée française subit de lourdes pertes.

### Sébastien, seul saint patron des archers depuis le Moyen Âge
Un musée d'art sacré a vu le jour, en 1973, à Crépy-en-Valois, quand différentes communes des cantons de Crépy-en-Valois, Betz et Nanteuil-le-Haudoin ont décidé de regrouper les statues de leurs églises dans le château de Crépy. Saint Sébastien y tient une place particulière avec vingt-cinq exemplaires. Ceci est dû au fait que Sébastien est le seul saint patron des archers depuis le Moyen Âge.

## Les archers dans la fiction
- Dans la mythologie
  - Cupidon, le dieu de l'amour dans la mythologie romaine est souvent représenté avec un arc et des flèches
  - Diane déesse de la chasse
  - Apollon, dieu du chant, de la musique et de la poésie, mais dont l'arc et les flèches lui permettent de porter la peste.
  - Arjuna, le troisième des cinq frères pândava dans le Mahâbhârata (La Grande Inde), épopée de la mythologie hindoue

- Robin des Bois en Angleterre

NB : Guillaume Tell est un arbalétrier.
- Dans la bande dessinée américaine : 
  - Œil-de-faucon et Kate Bishop, dans Marvel Comics
  - Green Arrow dans DC Comics, justice league unlimited / Young Justice
  - Red Arrow dans DC Comics / Young Justice, protégé de Green Arrow
  - Artemis Crock, DC comics / Young Justice

- Au cinéma :
  - Dans Délivrance (Deliverance), le film de John Boorman (1972), Lewis Medlock, le personnage interprété par Burt Reynolds, part en expédition nature en canoë armé de son arc
  - L'elfe Legolas dans Le Seigneur des anneaux
  - Murtagh dans Eragon
  - Susan Pevensie, reine humaine de Narnia dans Le Monde de Narnia
  - Katniss Everdeen, narratrice dans Hunger Games
- Dans les séries :
  - Oliver Queen, dans Arrow (série télévisée)
- Dans les anime :
  - Archer dans Fate/stay night (animation japonaise)
  - Aiolos, chevalier d'or du Sagittaire dans Saint Seiya Hades
  - Sisyphe, personnage du manga The Lost Canvas, épisode de Saint Seiya